# 526 Jena
526 Jena
526 Jena là một tiểu hành tinh ở vành đai chính. Nó thuộc nhóm tiểu hành tinh Themis, và được xếp loại tiểu hành tinh kiểu C, có bề mặt tối và có lẽ được cấu tạo bằng vật liệu cacbonat nguyên thủy.
Tiểu hành tinh này do Max Wolf phát hiện ngày 14.3.1904 Heidelberg và được đặt theo tên thành phố Jena của Đức, nhân dịp có cuộc họp của "Astronomische Gesellschaft" (Hội Thiên văn học) ở đây năm 1905 .